# Ed Cherry
Edward Earl Cherry (auch Ed Cherry) (* 12. Oktober 1954 in New Haven, Connecticut) ist ein US-amerikanischer Gitarrist des Modern Jazz. 

## Leben und Wirken
Cherry, der seit seinem zwölften Lebensjahr Gitarre spielt und von Buddy Guy und Jimi Hendrix ebenso beeinflusst ist wie von Grant Green, war zunächst in Rhythm-&-Blues- und Funkbands aktiv, bevor er 1972 und 1973 am Berklee College of Music studierte. 1974 zog er nach New York City und gehörte bis 1975 zur Band von Jimmy McGriff. Von 1978 bis 1983 und dann wieder ab 1986 gehörte er als Gitarrist zu den Gruppen von Dizzy Gillespie, mit denen er weltweit auf Tournee ging und Alben wie die mit einem Grammy ausgezeichnete Live at the Royal Festival Hall einspielte. Zwischen 1983 und 1986 war er Mitglied der Band von Sam Rivers. Weiterhin arbeitete er mit so unterschiedlichen Musikern wie Carmen McRae, Kenny Burrell, Tim Hardin, Steve Coleman, Bill Cosby, Freddie Hubbard oder Henry Threadgill, in dessen „Very, Very Circus“ er längere Zeit spielte. Seit Gillespies Tod ist er mit seinem eigenen Trio unterwegs, nahm aber auch mehrere Alben mit John Patton und mit dem Orgeltrio von Ben Paterson auf. 1997 und 1998 spielte er auch in Roy Hargroves „Crisol“, seit 2004 auch mit Sängerin Paula West. Er tritt gelegentlich auch in einem Ensemble mit drei weiteren Gitarristen auf. Zu hören ist er auf Brian Charettes
Album Jackpot (2022). 
Cherry war Professor am Essex County College in Newark und an der Montclair State University.

## Diskographische Hinweise
- First Take (1993, mit Jon Faddis, Kenny Barron)
- The Spirit Speak (2001)
- It’s All Good (2012, Posi-Tone Records, mit Pat Bianchi (Orgel), Byron Landham (Drums))
- Are We There Yet? (Cellar Live, 2023)

## Lexigraphische Einträge
- Martin Kunzler: Jazz-Lexikon. Band 1: A–L (= rororo-Sachbuch. Bd. 16512). 2. Auflage. Rowohlt, Reinbek bei Hamburg 2004, ISBN 3-499-16512-0.